# St Albans City F.C.
St Albans City FC (có biệt danh The Saints) là một câu lạc bộ bóng đá có trụ sở tại St Albans, Hertfordshire, Anh. Thành lập vào năm 1908, đội bóng hiện thi đấu tại National League South và có sân nhà ở Clarence Park, cách trung tâm thành phố khoảng 800 mét.

## Danh hiệu
- Conference South
  - Á quân mùa giải 2005–06
- Isthmian League Premier Division 
  - Nhà vô địch các mùa giải 1923–24, 1926–27, 1927–28[1]
  - Á quân các mùa giải 1954–55, 1992–93[2]
- Isthmian League Division One 
  - Nhà vô địch mùa giải 1985–86
- London Senior Cup
  - Nhà vô địch mùa giải 1970–71
  - Á quân mùa giải 1969-70
- Herts Senior Cup
  - Nhà vô địch các mùa giải (14): 1950–51, 1954–55, 1955–56, 1956–57, 1965–66, 1967–68, 1968–69, 1999–00, 2004–05